# Hueco Mundo
Hueco Mundo es una dimensión ficticia en el manga y anime Bleach, donde residen los antagonistas principales de la serie, los hollows.

## Descripción
Hueco Mundo está situado entre el mundo humano y la Sociedad de Almas. Puede ser alcanzado solamente rasgando un agujero en la tela dimensional que separa los mundos, o usando una técnica especial conocida como garganta.
Hueco Mundo es habitado principalmente por Hollows y Arrancars, que son seres espirituales con poderes sobrenaturales. Es un lugar desolado y árido, con vastos desiertos y estructuras arquitectónicas únicas. En Hueco Mundo, los Hollows y Arrancars luchan por el poder y la supervivencia.
Los hollows pueden viajar a y desde Hueco Mundo a voluntad. El paisaje de Hueco Mundo es un desierto blanco aparentemente interminable, con dunas como las del Sahara. 
En Hueco Mundo, la fase lunar es opuesta a la del mundo humano. Como en la Sociedad de Almas, la atmósfera está llena de energía espiritual concentrada, permitiendo así que los hollows obtengan alimento a pesar de la carencia de almas humanas. 
Como en los desiertos del mundo real, la vida activa en Hueco Mundo parece ser poca. Los hollows parecen generalmente habitar debajo de la superficie o en otras áreas hasta que son provocadas para dejar su abrigo, como la intrusión de una entidad extranjera. Según los shinigami, todos los hollows viven en Hueco Mundo sin importar su forma, tamaño, o energía. En el anime, los hollows pueden también arrastrar otros espíritus al Hueco Mundo, según lo visto con el hermano de Orihime Inoue, Sora.

## Desierto de los Hollow
En este desierto viven los adjuchas, arrancars y vasto lordes y siempre es de noche. En los estrellados cielos se muestra una luna en cuarto menguante y hay árboles de cuarzo saliendo del suelo. El aire está impregnado de una gran concentración de partículas espirituales, por lo que los Hollow son capaces de sobrevivir en ese ambiente sin necesidad de alimentarse de almas humanas. A la entrada del Palacio Las Noches está Lunuganga, un Hollow de arena inmortal que lo custodia y está fundido con la arena.

## Bosque de los Menos
En este lugar residen los Menos clase Gillian y todos los otros Hollow de menor clase. Está debajo del Desierto de los Hollow y los árboles son también de cristal, solo que más grandes. De hecho, las copas de estos árboles son los que forman los del Desierto. En este sitio, los mandamases son los Adjuchas, que controlan y dan órdenes a los Gilian. Muchos de estos son los candidatos para ser Números si consiguen hacerse más fuertes.También estos Adjuchas están bajo las órdenes de las Noches lo que quieren decir que son subordinados de los Espadas.

## Palacio Las Noches
Las Noches es la fortaleza y la base de operaciones de Sōsuke Aizen, Gin Ichimaru y Kaname Tōsen después de su exilio de la Sociedad de Almas residen allí con su ejército de Arrancar. Existía mucho antes de que Aizen se apoderara del palacio ya que era la residencia del rey de Hueco Mundo Barragan Luisenbarn. Aizen reclutó al rey y aniquiló su ejército, remodelando el palacio a su antojo.
Consiste en un edificio principal con un centro abovedado rodeado por varias torres grandes y edificios más pequeños. Encima de la bóveda hay seis torres más pequeñas, que parecen contener áreas tales como sitio del trono de Aizen y el pasillo de la reunión de los Espada, los arrancares más poderosos, y el cuarto en donde se encuentra Inoue Orihime. Antes de la llegada de Aizen, el palacio no poseía bóveda ni techumbre, lo que respondía a la arrogancia de Barragan.
Las Noches es sin duda la estructura más grande de la serie, pareciendo tan grande o hasta más grande que el Seireitei en la Sociedad del Almas. Debido a su inmenso tamaño, Ichigo Kurosaki comentó una vez que podría ser una ilusión, pues tanto él como Chad e Ishida no parecían recorrer ninguna distancia, mientras corrían hasta quedar agotados. También, según la arrancar Nelliel Tu Odelschwanck llevaría cerca de tres días el recorrido a la puerta más cercana. La posición de los pasillos dentro del palacio se puede ajustar, permitiendo a quien los maneja, dirigir los movimientos de intrusos.
Una orden directa de Aizen prohíbe a los Espada del Cuarto hacia arriba liberar sus zanpakutōs debajo de la bóveda de Las Noches y utilizar el ataque Gran Rey Cero, pues podrían destruir toda la estructura.